# F. Anstey
F. Anstey, pseudonimo di Thomas Anstey Guthrie (Londra, 8 agosto 1856 – 10 marzo 1934), è stato uno scrittore e giornalista britannico, principalmente noto per il romanzo Vice-versa: una lezione per i padri (1882) al quale si è ispirato un tema di opere narrative e del cinema fantastico, quello sullo "scambio di corpi" (body-swap).

## Opere
(parziale)
- Vice-versa, o una lezione per i padri (Vice Versa: A Lesson to Fathers, 1882)

## Filmografia
- The Brass Bottle, regia di Sidney Morgan (1914)
- The Tinted Venus, regia di Cecil M. Hepworth (1921)
- Il bacio di Venere (The Tinted Venus), regia di William A. Seiter e, non accreditato, Gregory La Cava (1948)

Dal soggetto di Vice versa sono stati i seguenti film:.
- Vice Versa, diretto da Maurice Elvey (1916), film muto
- Vice Versa, film TV (1937)
- Vice Versa, film TV (1961)
- Vice Versa, (1981), serie TV
- Vice versa per la regia di Peter Ustinov (1948)
- Viceversa, due vite scambiate (Vice Versa) (1988)